# Nemosoma gounellei
Nemosoma gounellei is een keversoort uit de familie schorsknaagkevers (Trogossitidae). De wetenschappelijke naam van de soort werd in 1894 gepubliceerd door Albert Léveillé.